# Draktränaren 3
Draktränaren 3 (originaltitel: How to Train Your Dragon: The Hidden World) är en animerad film från 2019 skriven och regisserad av Dean DeBlois. Filmen är en uppföljare till de Oscarsnominerade filmerna Draktränaren och Draktränaren 2, båda dessa också skrivna och regisserade av DeBlois, och den avslutande filmen i Draktränaren-serien. Den är gjord av DreamWorks Animation och distribuerad av Universal Pictures. Den hade biopremiär den 22 februari 2019.
Precis som de föregående filmerna nominerades Draktränaren 3 för bästa animerade film på Oscarsgalan 2020, men den förlorade mot Toy Story 4.

## Handling
Sex år har gått sedan vikingabyn Dräggös numera 21-årige hövding Hicke och Nattfasa-draken Tandlöse träffades första gången och gjorde så att det blev fred mellan vikingarna och drakarna. Tillsammans med sin älskade fästmö Astrid vid sin sida har Hicke lyckats skapa ett helt samhälle där Dräggös vikingar och drakarna kan leva tillsammans. 
Men hela Dräggö, både vikingarna och drakarna, hotas sen av den ondskefulla och hänsynslösa drakjägaren Grimmel den Grymme, som dessutom bär ansvaret för att Tandlöse är den sista Nattfasan som finns. Därför måste Hicke leda sitt folk till ett nytt hem där de kan slå sig ner och hålla sig gömda tills det är säkert för dem att dyka upp igen. Hicke kommer att tänka på berättelsen om den gömda drakvärlden som hans numera bortgångne far Tryggvåld den Väldige berättade för honom när han var liten. Men Hickes planer förändras när Tandlöse träffar och blir kär i en vit kvinnlig Nattfasa: Vitfasan.
Hicke, hans vänner och resten av Dräggöborna ger sig in i en sista strid mot sin farligaste fiende någonsin. En strid som kommer avgöra freden mellan drakarna och mänskligheten.

## Rollista

### Engelska röster
- Jay Baruchel – Hiccup Horrendous Haddock III
  - A.J. Kane – Hiccup (when young)
- America Ferrera – Astrid Hofferson
- F. Murray Abraham – Grimmel the Grisly
- Cate Blanchett – Valka Haddock
- Gerard Butler – Stoick the Vast
- Craig Ferguson – Gobber the Belch
- Jonah Hill – Snotlout Jorgenson
- Christopher Mintz-Plasse – Fishlegs Ingerman
- Justin Rupple – Tuffnut Thorston
- Kristen Wiig – Ruffnut Thorston
- Kit Harington – Eret, son of Eret
- Julia Emelin – Griselda the Grievous
- Ólafur Darri Ólafsson – Ragnar the Rock
- James Sie – Chaghatai Khan

Randy Thom gjorde rösteffekterna för Toothless (Tandlöse) och Light Fury (Vitfasan).

### Svenska röster
- Jesper Adefelt – Hicke Hiskelig Halvulk III
  - Agathon Hylén Berglund – Hicke (som liten)
- Norea Sjöquist – Astrid Hofferson
- Niklas Falk – Grimmel den Grymme
- Susanne Barklund – Valka Halvulk
- Johan Hedenberg – Tryggvåld den Väldige
- Fredrik Hiller – Gape Rapkäft
- Anton Körberg – Snor-Per Jorgenson
- Johan Hillgren – Fiskfot Ingerman
- Carl-Magnus Lilljedahl – Flåbuse Torsson
- Emma Lewin – Flåbusa Torsson
- Björn Bengtsson – Eret, son av Eret
- Cecilia Wrangel – Griselda
- Johan Schinkler – Ragnar
- Rolf Lydahl – Chaghatai Khan

Övriga svenska röster: Adam Fietz, Magnus Wedrup, Mattias Knave, My Bodell, Ole Ornered, Jakob Stadell